# وقت صبح
وقت صبح مینی‌سریال ایرانی به کارگردانی جواد میرزاآقازاده است که در سال ۱۳۹۸ در دهه اول محرم از شبکه یک پخش شد.
تصویربرداری این سریال در شهر سمنان انجام شده است.

## داستان
سریال وقت صبح ماجرای یک روحانی جوان با بازی کاوه خداشناس را روایت می‌کند که در دوره ای از زندگی با انتخابی مواجه می‌شود که او را با چالش‌هایی روبرو می‌کند.

## بازیگران
کاوه خداشناس
نسرین نصرتی
 کاظم هژیرآزاد
نگار حسن‌زاده
عزت‌الله جامعی ندوشن
صدف بهشتی
سلمان خطی
محمد یگانه
پژمان یاوری
حسین صفریان
محمودرضا فردوسی
لیلی فرهادپور
ابوذر ساعدی
آیسان والی
مریم یوسف
پناه باقریان